# Mother Is a Freshman
Mother Is a Freshman é um filme de comédia estadunidense dirigido por Lloyd Bacon e estrelado por Loretta Young e Van Johnson. Foi lançado em 12 de março de 1949 pela 20th Century Fox. O filme foi indicado ao Oscar de Melhor Figurino.
Uma adaptação para o rádio estrelada por Loretta Young foi transmitida no Lux Radio Theatre em 17 de outubro de 1949.

## Elenco
- Loretta Young como Sra. Abby Abbott
- Van Johnson como Professor Michaels
- Rudy Vallée como John Heaslip
- Barbara Lawrence como Louise Sharpe
- Robert Arthur como Beaumont Jackson
- Betty Lynn como Susan Abbott
- Griff Barnett como Dean Gillingham
- Kathleen Hughes como Rhoda